# Misura con segno
In matematica, una misura con segno è una generalizzazione del concetto di misura che può essere anche a valori negativi.

## Definizione
Dato una spazio misurabile {\displaystyle (X,\Sigma )}, cioè un insieme {\displaystyle X} con una sigma algebra {\displaystyle \Sigma } su di esso una misura con segno è una funzione:
{\displaystyle \mu :\Sigma \to \mathbb {R} \cup \{\infty ,-\infty \}}
che è sigma additiva, cioè soddisfa l'equazione:
{\displaystyle \mu \left(\bigcup _{n=1}^{\infty }A_{n}\right)=\sum _{n=1}^{\infty }\mu (A_{n})}
per ogni successione {\displaystyle A_{1},A_{2}\dots A_{n},\dots } di insiemi disgiunti in {\displaystyle \Sigma }. Si nota che una misura con segno può assumere come valore solo più infinito o solo meno infinito.
Per evitare confusione con le misure ordinarie, le misure che non assumono valori negativi saranno chiamate misure non negative, in contrasto con le misure con segno che possono assumere valori negativi. Per semplicità si assumerà che il valore {\displaystyle -\infty } non sia mai assunto dalla misura con segno considerata, ed il caso opposto è simile.
La somma di due misure con segno a valori finiti è una misura con segno, come anche il prodotto di una misura con segno a valori finiti per un numero reale. Segue che l'insieme delle misure con segno a valori finiti su uno spazio misurabile {\displaystyle (X,\Sigma )} è uno spazio vettoriale reale. Inoltre, la variazione totale definisce una norma con la quale lo spazio delle misure diventa uno spazio di Banach.

## Proprietà
Una misura con segno è la differenza di due misure non negative. Il teorema di decomposizione di Hahn afferma infatti che, data una misura con segno {\displaystyle \mu }, esistono due insiemi misurabili {\displaystyle P} e {\displaystyle N} tali che:
- {\displaystyle P\cup N=X} e {\displaystyle P\cap N=\emptyset }.
- {\displaystyle \mu (E)>0} per ogni {\displaystyle E} in {\displaystyle \Sigma } tale che {\displaystyle E\subseteq P}. In altre parole, {\displaystyle P} è un insieme positivo.
- {\displaystyle \mu (E)\leq 0} per ogni {\displaystyle E} in {\displaystyle \Sigma } tale che {\displaystyle E\subseteq N}. In altre parole, {\displaystyle N} è un insieme negativo.

Inoltre, la decomposizione è unica a meno di aggiungere/sottrarre da {\displaystyle P} e {\displaystyle N} insiemi μ-nulli.
Considerando due misure non negative {\displaystyle \mu ^{+}} e {\displaystyle \mu ^{-}} definite da:
Errore del parser (SVG (MathML può essere abilitato tramite plug-in del browser): risposta non valida ("Math extension cannot connect to Restbase.") dal server "http://localhost:6011/it.wikipedia.org/v1/":): {\displaystyle  \mu^+(E) = \mu(P\cap E) \qquad \mu^-(E)=-\mu(N\cap E)}

per ogni insieme misurabile {\displaystyle E\in \Sigma }.
Si può dimostrare che {\displaystyle \mu ^{+}} e {\displaystyle \mu ^{-}} sono misure non negative, con la seconda che assume solo valori finiti, e sono chiamate rispettivamente parte positiva e parte negativa di {\displaystyle \mu }. Si ha che:
{\displaystyle \mu =\mu ^{+}-\mu ^{-}}
La misura:
{\displaystyle |\mu |=\mu ^{+}+\mu ^{-}}
è chiamata la variazione di {\displaystyle \mu }, e il suo valore massimo possibile, {\displaystyle \|\mu \|=|\mu |(X)}, è chiamato la variazione totale di {\displaystyle \mu }.
Questa conseguenza del teorema di decomposizione di Hahn è chiamata decomposizione di Jordan. Le misure {\displaystyle \mu ^{+}}, {\displaystyle \mu ^{-}} e {\displaystyle |\mu |} sono indipendenti dalla scelta di {\displaystyle P} e {\displaystyle N} nel teorema di decomposizione di Hahn.

## Lo spazio delle misure con segno
La somma di due misure con segno finite è ancora una misura con segno, così come il prodotto di una misura finita con segno per un numero reale. Da tale chiusura rispetto alla combinazione lineare discende il fatto che l'insieme delle misure finite con segno sullo spazio di misura {\displaystyle (X,\Sigma )} è uno spazio vettoriale reale, cosa che non si verifica per le misure positive. Inoltre, la variazione totale (descritta nel paragrafo precedente) definisce una norma rispetto alla quale lo spazio delle misure finite con segno diventa uno spazio di Banach.
Se {\displaystyle X} è uno spazio compatto separabile allora lo spazio delle misure di Baire finite con segno è il duale dello spazio di Banach reale delle funzioni continue a valori reali su {\displaystyle X}, per il teorema di rappresentazione di Riesz.

## Esempi
Si consideri una misura non negativa {\displaystyle \nu } sullo spazio {\displaystyle (X,\Sigma )} e una funzione misurabile {\displaystyle f:X\to \mathbb {R} } tale che:
{\displaystyle \int _{X}\!|f(x)|\,d\nu (x)<\infty }
Quindi, una misura con segno è data da:
{\displaystyle \mu (A)=\int _{A}\!f(x)\,d\nu (x)}
per tutti gli {\displaystyle A\in \Sigma }. Questa misura assume solo valori finiti. Per consentire di assumere {\displaystyle +\infty } come valore si deve sostituire l'assunzione che {\displaystyle f} sia assolutamente integrabile con la condizione meno stringente:
{\displaystyle \int _{X}\!f^{-}(x)\,d\nu (x)<\infty }
dove:
{\displaystyle f^{-}(x)=\max(-f(x),0)}
è la parte negativa di {\displaystyle f}.